# Chiesa di San Bernardino (Abbiategrasso)
La chiesa di San Bernardino è una chiesa di Abbiategrasso, nella città metropolitana di Milano.

## Storia
Fu costruita per la prima volta nel Quattrocento, in onore di San Bernardino da Siena (che si dice fosse stato ad Abbiategrasso nel 1431). Con il passare del tempo si sentì la necessità di allargare la chiesa: nel XVI secolo la chiesa fu costruita su nuovi edifici, con un restauro curato da Francesco Maria Richini. Il lavoro è andato avanti: se la prima pietra fu posata nel 1614, il coro fu costruito nel 1686, e la campana fu fusa solo nel 1717.